# Hans Candrian
Hans Candrian (Flims, 6 de marzo de 1938-Coira, 9 de enero de 1999) fue un deportista suizo que compitió en bobsleigh en las modalidades doble y cuádruple.
Participó en dos Juegos Olímpicos de Invierno en los años 1968 y 1972, obteniendo una medalla de bronce en Grenoble 1968 en la prueba cuádruple. Ganó cuatro medallas en el Campeonato Mundial de Bobsleigh entre los años 1970 y 1974, y dos medallas en el Campeonato Europeo de Bobsleigh, en los años 1968 y 1971.

## Palmarés internacional
| Juegos Olímpicos   | Juegos Olímpicos             | Juegos Olímpicos  | Juegos Olímpicos |
| Año                | Lugar                        | Medalla           | Prueba           |
| ------------------ | ---------------------------- | ----------------- | ---------------- |
| 1968               | Grenoble (Francia)           | Medalla de bronce | Cuádruple        |
| Campeonato Mundial |                              |                   |                  |
| Año                | Lugar                        | Medalla           | Prueba           |
| 1970               | Sankt Moritz (Suiza)         | Medalla de bronce | Doble            |
| 1970               | Sankt Moritz (Suiza)         | Medalla de bronce | Cuádruple        |
| 1973               | Lake Placid (Estados Unidos) | Medalla de plata  | Doble            |
| 1974               | Sankt Moritz (Suiza)         | Medalla de plata  | Cuádruple        |
| Campeonato Europeo |                              |                   |                  |
| Año                | Lugar                        | Medalla           | Prueba           |
| 1968               | Sankt Moritz (Suiza)         | Medalla de oro    | Cuádruple        |
| 1971               | Königssee (RFA)              | Medalla de plata  | Doble            |